# Sint-Bonifaciuskerk (Antwerpen)
De Sint-Bonifaciuskerk (Engels: St. Boniface Church) is een Anglicaanse kerk in Antwerpen en de hoofdzetel van het aartsdekenaat Noordwest-Europa. De kerk werd in gebruik genomen op 22 april 1910 en gewijd aan de heilige Bonifacius. Ze is gelegen in de Grétrystraat 39.

## Geschiedenis van de Anglicaanse gemeenschap in Antwerpen

### Middeleeuwen
De aanwezigheid van de Anglicaanse kerk in Antwerpen is een reflectie van de langdurige aanwezigheid van Britten in de stad. De eerste Engelse lakenkoopmannen vestigden zich in de stad omstreeks de 12de eeuw. Ze verkozen een gouverneur en hof om hun belangen te behartigen en een kapel op te richten. Hiervoor lieten ze meubels overkomen uit Engeland. Ze wijdden hun kapel aan Sint-Thomas van Canterbury.

### 16de eeuw
De reformatie van de stad in de 16e eeuw trok heel wat religieuze en politieke vluchtelingen aan. Zoals bijvoorbeeld de Engelse hervormers William Tyndale (beroemd om zijn vertaalwerk van de Bijbel), Bernard Gilpin (de apostel van het noorden en waarnemend kapelaan in Antwerpen) en de puriteinse denkers Thomas Cartwright en Walter Travers. Antwerpen wordt dan ook vaak aanzien als de wieg van de Engelse Bijbel.
Door de opeenvolging van politiek-religieuze strijd in en rond Antwerpen zoals de Beeldenstorm (1566), de Spaanse Furie (1576) en de Val van Antwerpen (1585) had de Anglicaanse kerk het erg moeilijk in de stad. "De Compagnie", die besloten had dat al haar leden lid moesten zijn van de Kerk van Engeland, werd aanvankelijk min of meer met rust gelaten door de (Spaanse) autoriteiten, ondanks de stijgende strengheid van de bevelschriften tegen de nieuwgevormde godsdienst. Toen Antwerpen zijn positie als handelsstad verloor, kwam ook aan de eeuwenlange Engelse aanwezigheid een einde. Dit proces werd bespoedigd door de verbetering van de banden tussen de Britse regering en de regenten van de Republiek der Zeven Verenigde Nederlanden, de Engelse steun aan het protestantisme in die Lage Landen en het verbod op lakenhandel door de Spanjaarden in Antwerpen. Doordat de toenmalige Spaanse ambassadeur voor de Nederlanden rapporteerde aan koning Filips II van Spanje dat alle Engelse kooplui ketters waren, moesten de laatste Engelsen de stad verlaten.

### De terugkeer
De volgende 200 jaar waren er dus slechts enkele Engelsen in de stad en was er geen gemeenschap meer zoals voorheen. Tijdens deze periode werd de regio door de Engelsen enkel als oorlogsgrond tegen Lodewijk XIV van Frankrijk en Napoleon Bonaparte gebruikt. Het duurde tot de bevrijding van Antwerpen in 1814 en de oprichting van de Verenigde Nederlanden vooraleer er zich weer Britten in de stad vestigden. Daar zij geen kerk hadden, hielden zij hun erediensten aanvankelijk in de Beurs. Later kregen ze toestemming om samen met de protestanten de  Annuntiatiekerk te gebruiken. Het was echter niet vanzelfsprekend om de kerk te delen tussen de verschillende strekkingen. Daarom vroeg de Britse gemeenschap aan de regering van de Verenigde Nederlanden om een eigen kerk en overheidssubsidies.

### Een eigen kerk
Op 13 juni 1821 werd hun verzoek ontvankelijk verklaard bij koninklijk besluit, en werd hun de "Chapelle des Tanneurs" (de Looyerskapel) in de Huidevettersstraat toegekend. Subsidies zouden echter enkel worden gegeven indien de erediensten in overeenstemming waren met de riten in de Nederlandse Presbyteriaanse Kerk. Daar dit niet in overeenstemming was met de moraal van het grootste gedeelte van de Engelse gemeenschap, werden de subsidies geweigerd en besloot de gemeenschap zelf voor de nodige fondsen in te staan. In 1830, met de onafhankelijkheid van België, kwam hierin verandering en kon de kerk subsidie aanvragen.
Op 23 juni 1906 werd, in de aanwezigheid van een aantal Belgische en Britse hoogwaardigheidsbekleders, de eerste steen gelegd door de Britse ambassadeur in België, Arthur Henry Hardinge. De kerk werd in gebruik genomen op 22 april 1910 en gewijd door bisschop Wilkinson aan de missionaris-bisschop Winfrith of Criditon, beter bekend als Sint-Bonifacius.

### Wereldoorlog I
Tijdens het uitbreken van de Eerste Wereldoorlog, bleven de meeste leden van de congregatie in Antwerpen. Op woensdag 7 oktober 1914, 10 minuten voor middernacht, begon het bombardement van Antwerpen. Hierbij vielen vier bommen in de nabije omgeving van de kerk, waarvan één in de pastorietuin. Als gevolg hiervan werden alle ramen uit dit gebouw geblazen en sneuvelde tevens het oostraam van de kerk.
Er werden snel regelingen getroffen om de 1500 Britse onderdanen te evacueren met een Canadees vredesschip. Twee dagen na de bombardementen, op 9 oktober, trokken Duitse troepen de stad binnen. De bescherming van de Britse belangen en bezittingen werden overgedragen aan de Amerikaanse consul, Tuck Sherman. Deze nam vervolgens de altaarkruisen, het zilver van de Heilige Communie en andere waardevolle zaken mee naar zijn woning om ze te beschermen.
Een kleine congregatie verzamelde wekelijks afwisselend in de Mariakapel en de sacristie zodat de kerk niet verlaten was. Bij deze gelegenheden las Sherman zelf het ochtendgebed of de avonddienst voor. De pastorie werd bewoond door zijn ouders om te voorkomen dat deze geconfisqueerd kon worden door de Duitsers. Toen de Verenigde Staten, in 1917 in oorlog traden met de Duitsers, verliet Tuck Sherman Antwerpen. Tijdens deze periode van de "grote oorlog" verbleven er Britse krijgsgevangenen in de kerk.
Na de wapenstilstand van 1918 begon de Britse gemeenschap geleidelijk terug te keren naar Antwerpen. Edgar Ealand van de "Mission to Seamen" organiseerde de erediensten tot de terugkeer van een dominee naar de stad.

### Wereldoorlog II
In mei 1940, aan de vooravond van de bezetting door de Duitsers, verliet het grootste deel van de congregatie Antwerpen en werd de kerk onder bescherming geplaatst van de Amerikaanse consul. Toen twee overgebleven parochianen de kerk bezochten merkten ze dat de kerk zich in slechte staat bevond. Een van de dames (Mevr. Flandre) besloot hierop, met toestemming van de consul, de pastorie te bewonen. Ze verborg de kerkboeken, gewaden, het zilver van de heilige communie en andere waardevolle zaken in een gasoven van de pastorie. Niet veel daarna besloten de nazi's de kerk voor hun eigen diensten te gebruiken. De Duitsers eisten de terugkeer van het zilver van de Heilige Communie, maar Mevr. Flandre zweeg als vermoord. Zij besliste hierop de hulp van haar arts in te roepen om de kostbaarheden veilig te verbergen. Tijdens het verdere verloop van de oorlog verbleven ze onder zijn bescherming. Met de komst van de Britse troepen in Antwerpen, werd de kerk onder de controle van de Militaire Autoriteiten geplaatst en de kapelaans van het leger leidden er regelmatige diensten, die ook door de burgers in Antwerpen werden bijgewoond.

## Architecturale kenmerken
De kerk is gebouw in neogotische stijl met basilicale opstand naar een ontwerp van Michel De Braey. Er is gebruikgemaakt van bakstenen afgewisseld met hardsteen voor de banden. Ook het interieur is opgebouwd met bakstenen wanden en gewelven in een tweeledige opstand. Ze heeft een houten spitstongewelf op schalken en zijbeuken en kapellen met achtdelig kruisribgewelf.
De Sint-Bonifaciuskerk bestaat uit een breed driebeukig centrumschip, dat door ruwe rode granietkolommen met spitsbogige scheibogen van de noord- en zuiddoorgangen wordt gescheiden. Er is een groot verheven koor met uitgesneden eiken koorstoelen en een imposant altaar dat zich zeven treden boven het niveau van het schip bevindt. Aan de noordkant van het koor bevindt zich, door een mooi bewerkt ijzeren schrijn gescheiden, de Mariakapel. In de zuidzijde bevindt zich de orgelkamer waarin het opnieuw gebouwde en vergrote instrument van de oude Engelse Kerk werd geplaatst. Het triforium en een lichtbeuk geven de kerk een ruimer aanzicht. In de Noordwesthoek staat een vierkante toren.
Aan de noordkant van de kerk bevindt zich een groot stenen standbeeld van Sint-Bonifatius met de inscriptie "This Church is dedicated to the Glory of God and in honour of St. Boniface, English missionary to North and Central Europe, Apostle of Germany and Archbishop of Mainz; born at Crediton, Devon, A.D. 680, martyred near these shores June 5th, 755. Consecrated April 22nd 1910."
De glasramen werden gemaakt door Burlison en Grylls, F.W Skeat, L. de Contini, Ph. Hochreiter en F. Geyer.